# Марин Петков
Марин Петков е четник в Ботевата чета.

## Биография
Марин Петков е роден в Тетевен през 1862 г. Той е четник в четата на Христо Ботев. Взима участие във всички сражения на 18, 19, 20 и 21 май. Попада в плен и е отведен на съд в Русе. Осъден е на доживотна каторга, като излежава присъдата си в крепостта Сен Жан д'Акр. След Освобождението е търговец в град Мачин. При преследването на турска грабителска чета е ранен и се пенсионира като инвалид. Умира на 25 октомври 1901 г.